# Vermessungspunkt

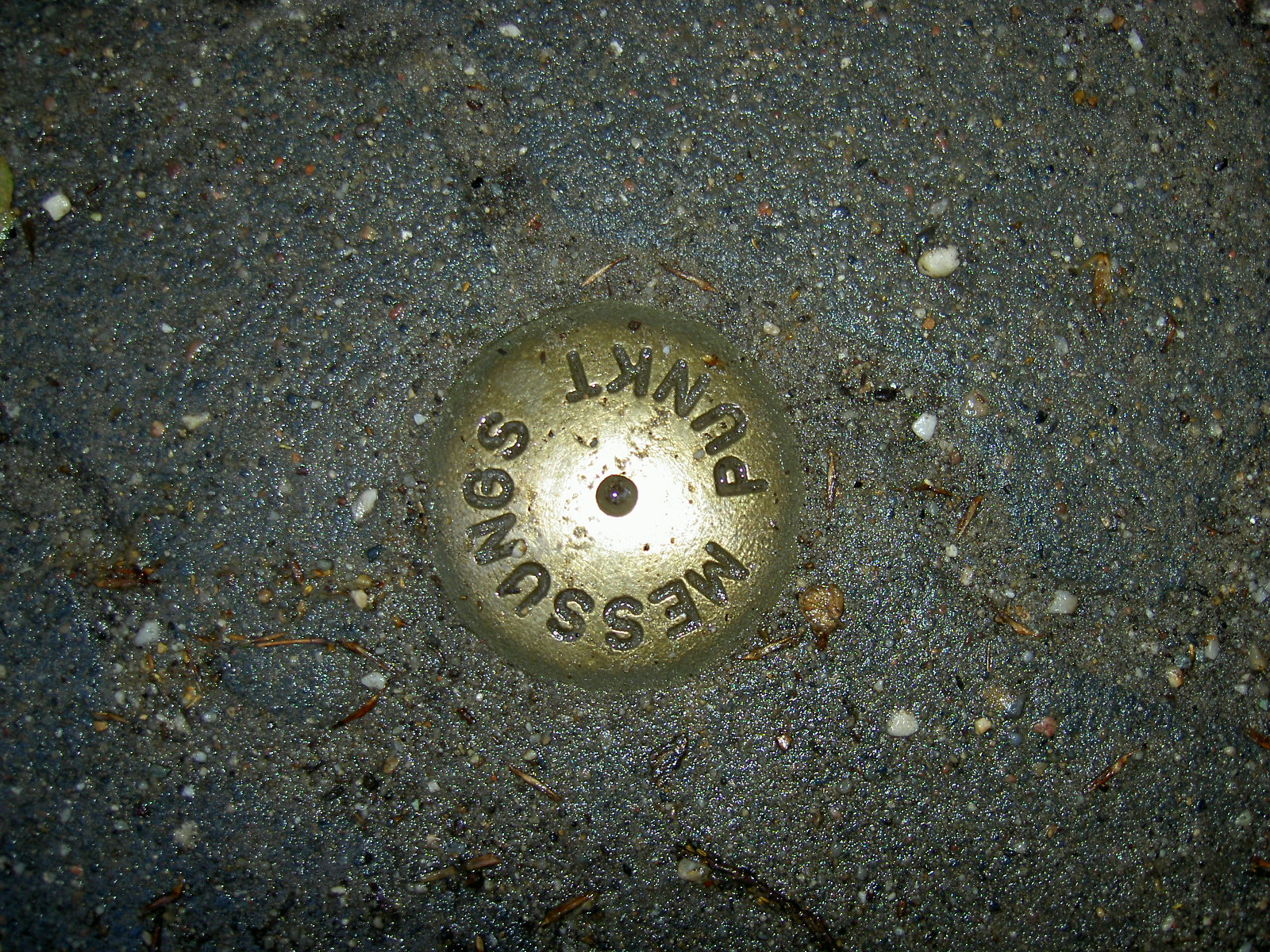
Messpunkt – Berliner Mittelpunkt (2005)

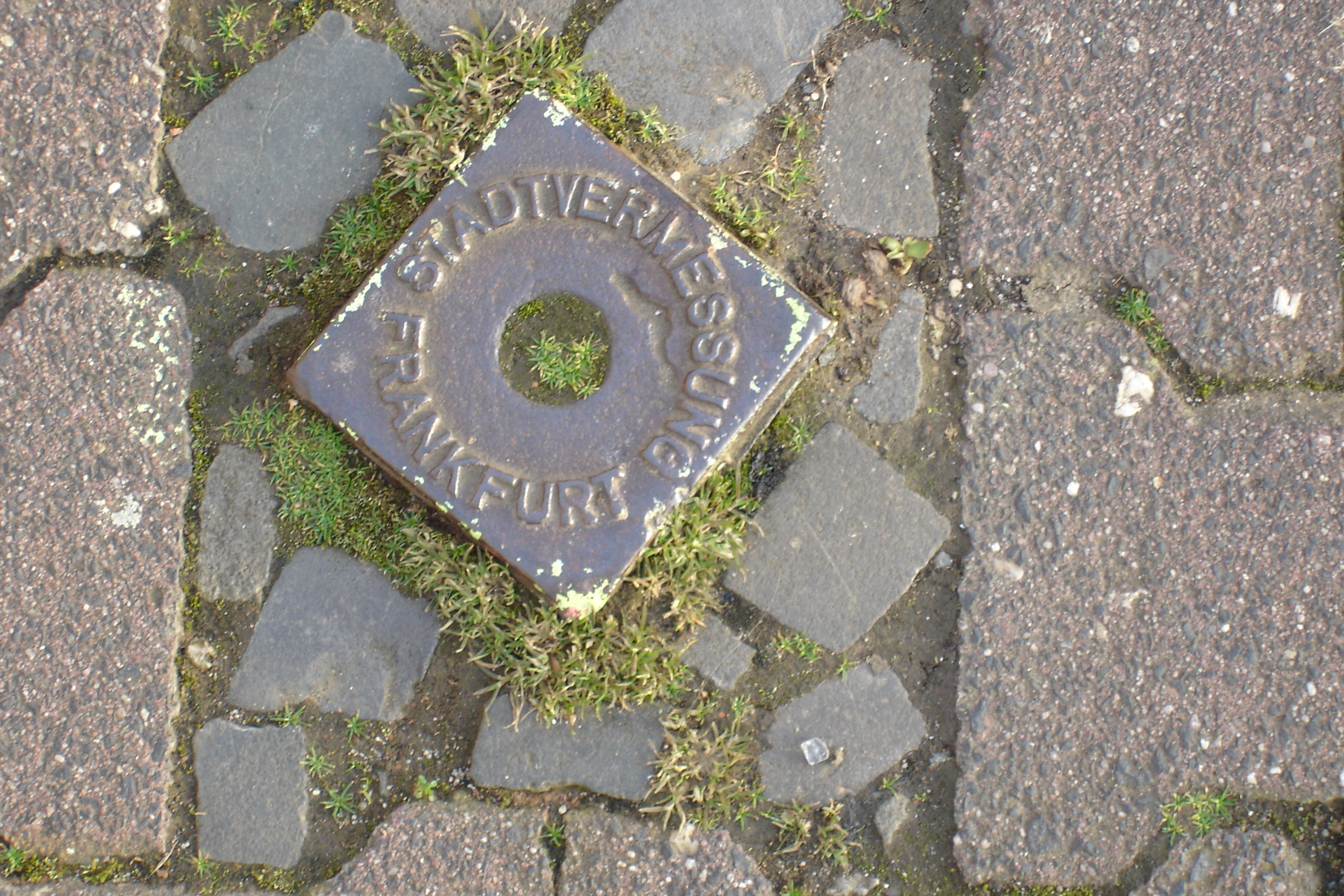
Messpunkt mit Ortsnamen

Ein Vermessungspunkt oder kurz Messpunkt ist ein im Boden oder an einem Gebäude stabil markierter Punkt, der Geodäten als Ausgangs- oder Zielpunkt von Vermessungen dient.
Der Begriff ist jedoch nicht einheitlich definiert. Teilweise wird er enger im Sinne von Festpunkt verstanden: „Ein lage- und/oder höhenmäßig bestimmter und meist dauerhaft festgelegter Punkt, an den sich topografische Aufnahmen, Ingenieur- oder Grundstücksvermessungen anschließen.“
Vermessungspunkte werden als Trigonometrischer Punkt (TP) mittels Triangulation ermittelt. Höhenfestpunkte werden durch geometrisches Nivellement bestimmt.

## Vermessungspunkt im Sinne vonFestpunkt
Vermessungspunkte werden nach Festpunkten des Lage-, Höhen- und Schwerefestpunktfeldes unterschieden. Für Lagefestpunkte (LFP) werden Koordinaten in einem Lagebezugssystem berechnet und sie sind meist als Aufstellungspunkt für ein Vermessungsstativ mit Theodolit geeignet. Höhenfestpunkte (HFP) dienen der Festlegung von Höhen über dem Meeresspiegel während für Schwerefestpunkte (SFP) Angaben zur Erdanziehungskraft gemessen und berechnet werden.

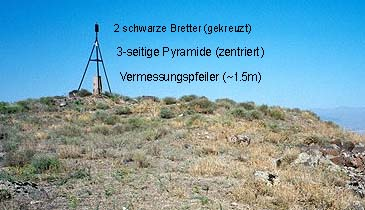
Triangulationspunkt mit Pfeiler und Tafelsignal „Dreibock“, vulgo Pyramide

Mit der zunehmenden Bedeutung der GPS-Vermessung werden diese, früher getrennten Festpunktfelder, durch geeignete Vermarkungen mehr und mehr zu dreidimensionalen Festpunkten. Eine Sichtverbindung über lange Distanzen ist heute nicht mehr erforderlich.

## Überblick zu den seit etwa 1820 in Deutschland entstandenen Vermessungspunkten

Höhenmarke

- geodätische Lagefestpunkte der Landesvermessung – mit stabiler ober- und unterirdischer Vermarkung und typischen Lagegenauigkeiten von 1–5 cm
  - insbesondere Punkte einer Triangulation (Festlegung, eine Platte und TP-Pfeiler), Messpfeiler mit Tafelsignal,
- geodätische Höhenfestpunkte der Landesvermessung – mit stabiler oberirdischer Vermarkung oder als Unterirdische Festlegung (UF) und typischen Höhengenauigkeiten von ± 0,1 bis 1 mm
  - insbesondere vermarkte Nivellementpunkte (wie Mauerbolzen (MB) oder Höhenmarken (HM) an Kirchen (meist am Kirchturm), Bahnhöfen (meist zur Gleisseite))
- Festpunkte eines sonstigen Vermessungsnetzes – mit stabiler Vermarkung und Genauigkeiten zwischen 0,1 mm und etwa 10 cm (je nach Netzgröße und Verwendungszweck),
  - zum Beispiel technische Kontrollnetze, Mess-Konsolen, Firstpunkte im Bergwerk oder Tunnel
- Punkte, die über längere Zeit mit GPS vermessen wurden, oder Messkonsolen.

## Sonstige stabil vermarkte Vermessungspunkte
Im Sprachgebrauch der meisten Geodäten zählen zu den Vermessungspunkten auch
- Gut bestimmte, kontrollierte „Detailpunkte“, die auf Gebäuden oder an Grenzen klar definiert und stabilisiert sind – zum Beispiel Hausecken, Mauer- und Grenzpunkte
- Gut bestimmte, unverrückbare Punkte in der Natur – zum Beispiel Marken auf Fels oder an großen Blöcken bei Geodynamik-Messungen an Berghängen oder Gletschern
- Bodenmarken in festem Straßenbelag oder auf Gehwegen – meist Bolzen oder Nägel mit der Aufschrift „Vermessungspunkt“ oder „Messpunkt“
- Schraubmarken oder stabil eingeschlagene Pflöcke, möglichst mit Hinweispflock oder Schutzgerüst
- Geodätische Referenzpunkte zur Überprüfung von GPS-Empfängern
- sonstige dauerhaft vermarkte Punkte

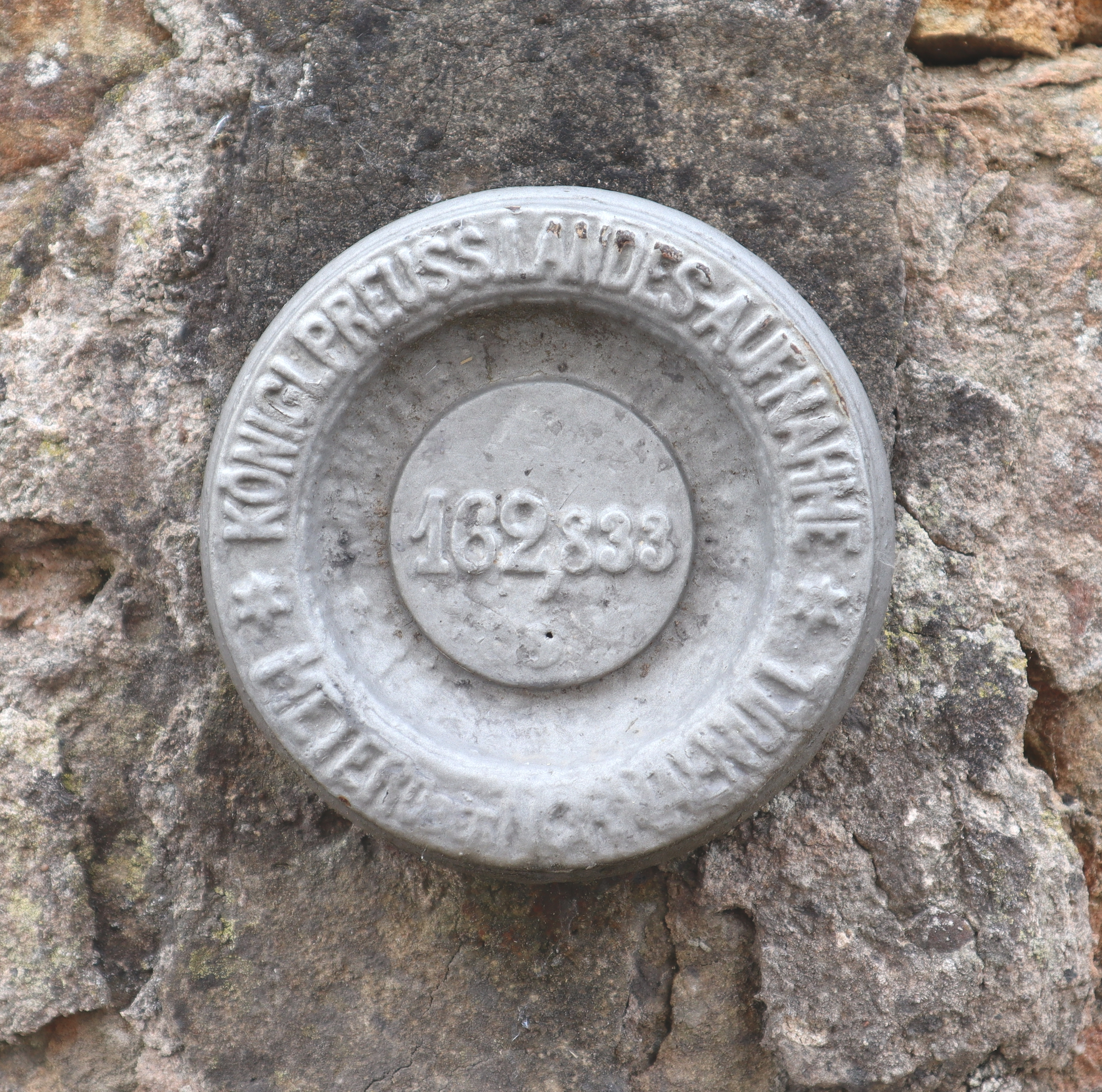
Höhenmarke der Königlich Preußischen Landesaufnahme an der Pfarrkirche St. Laurentius in Saarburg
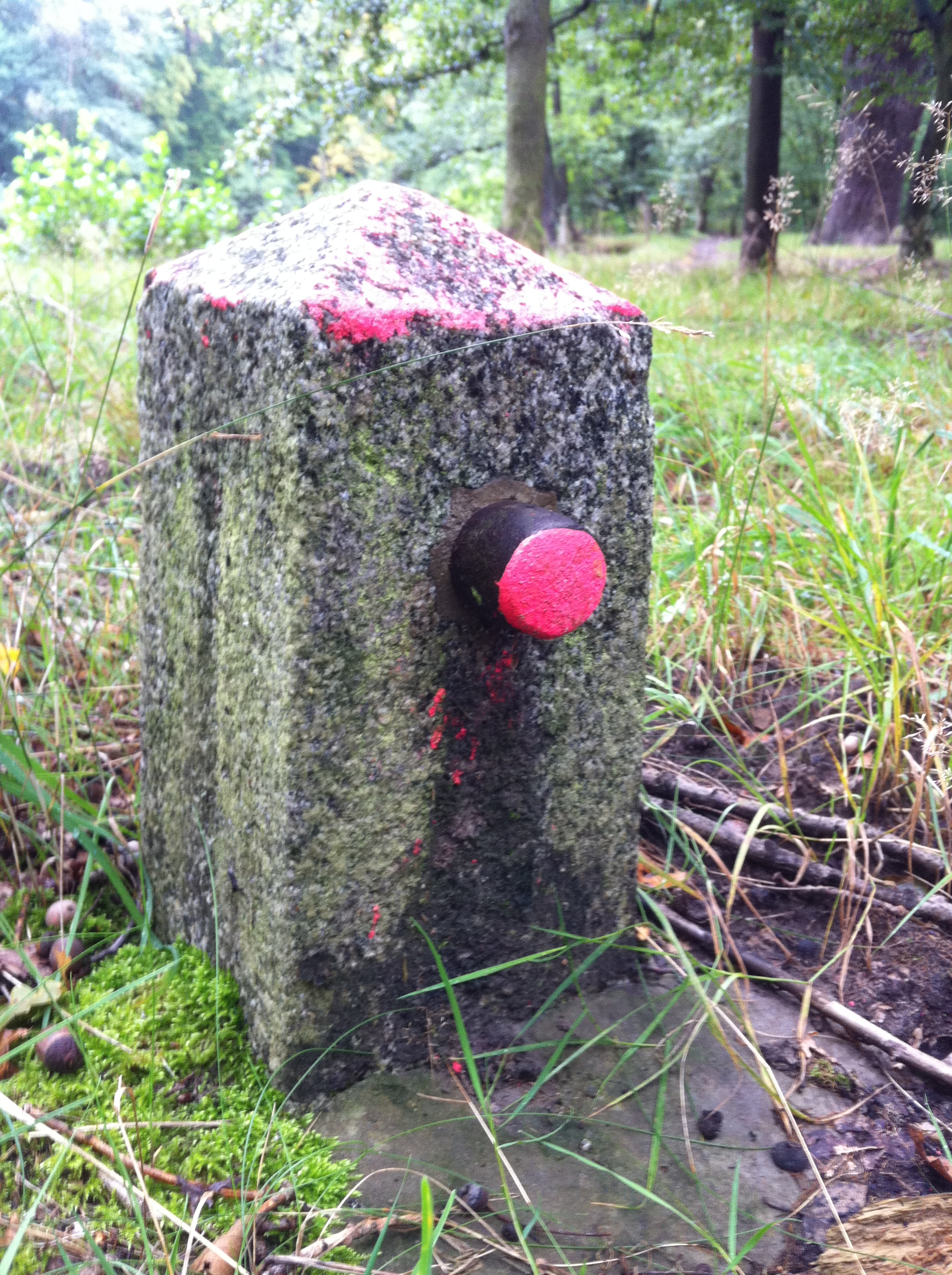
Höhenfestpunkt (Markstein) in einem Wald in Berlin-Spandau
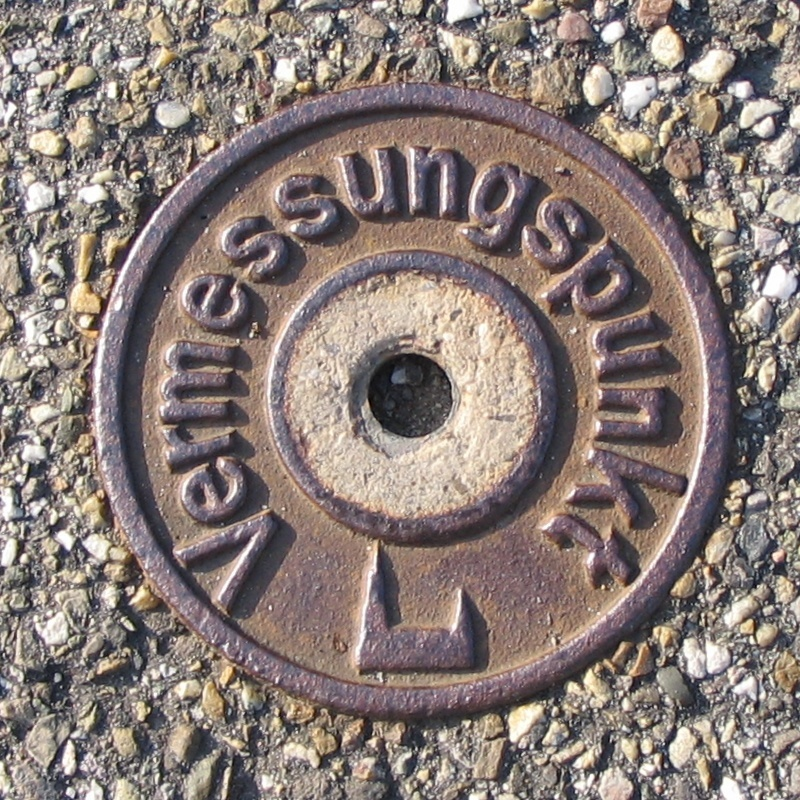
Vermessungspunkt, diese Version wird auch „Ulmer Deckel“ genannt.
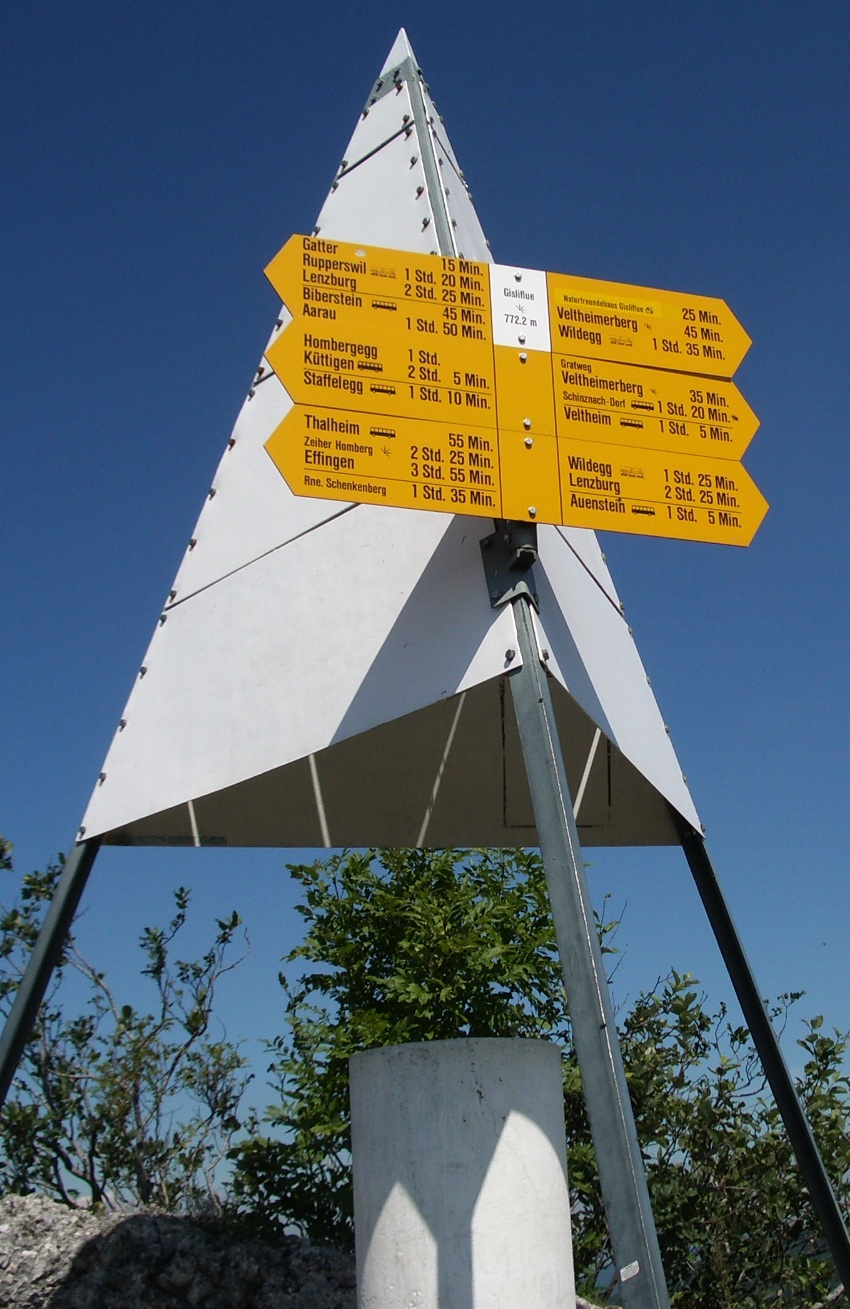
Triangulationspunkt Gisliflue, Jura/Schweiz, 772 m. ü. M.
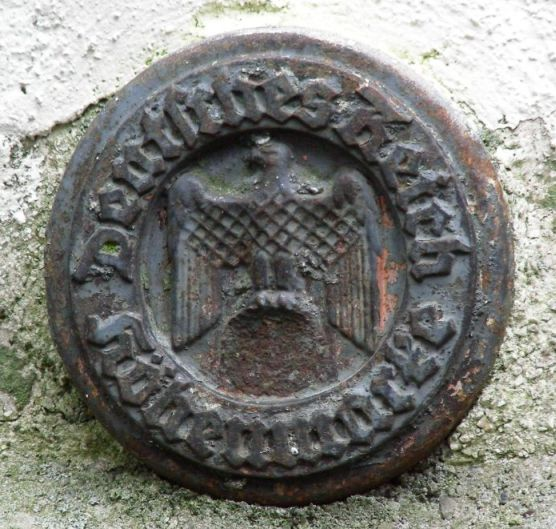
Historische Höhenmarke (Bad Saulgau – Kirche St. Johannes)
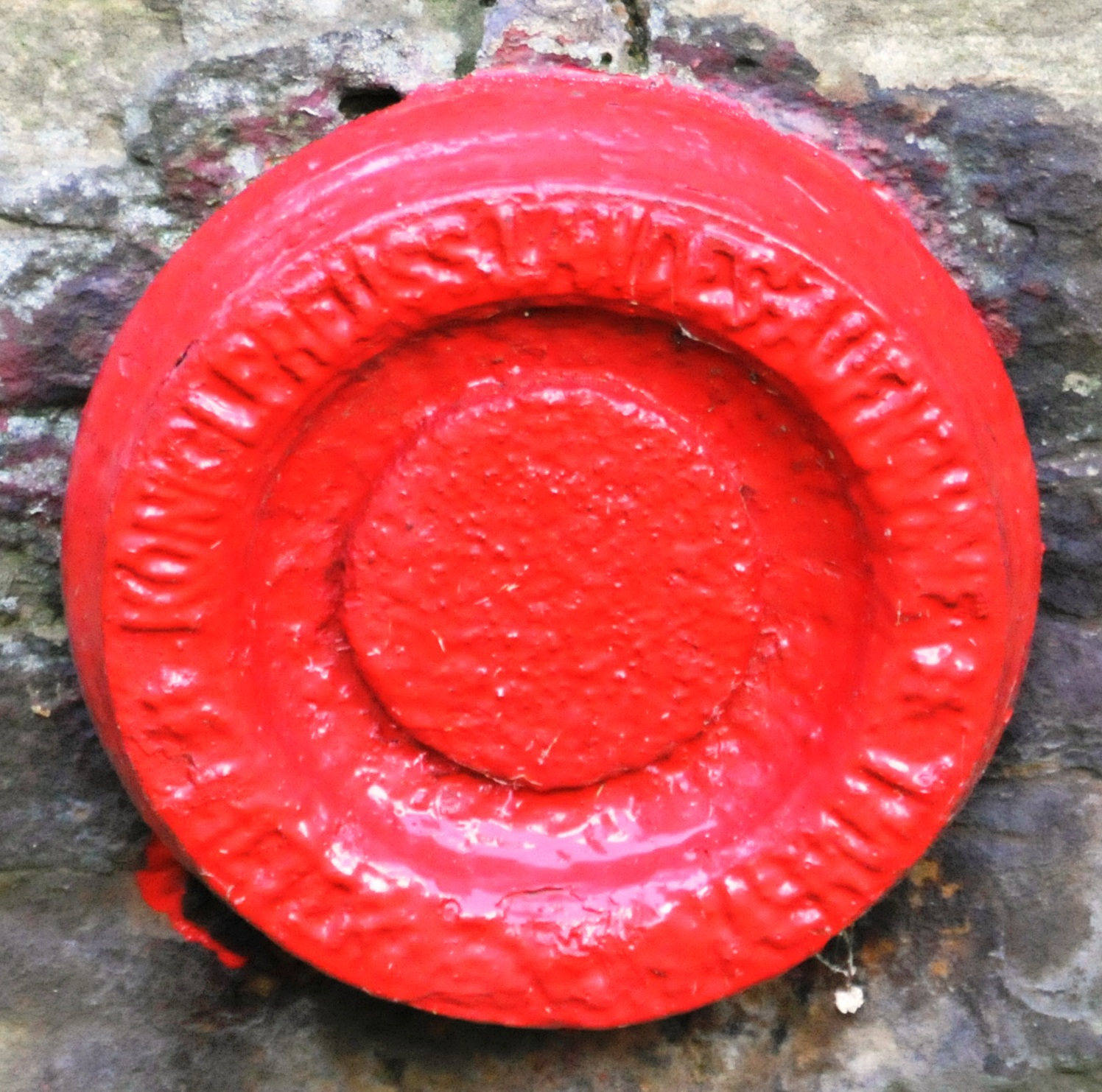
Höhenmarke „Königlich Preußische Landesaufnahme“ an der Kirche in Siebleben
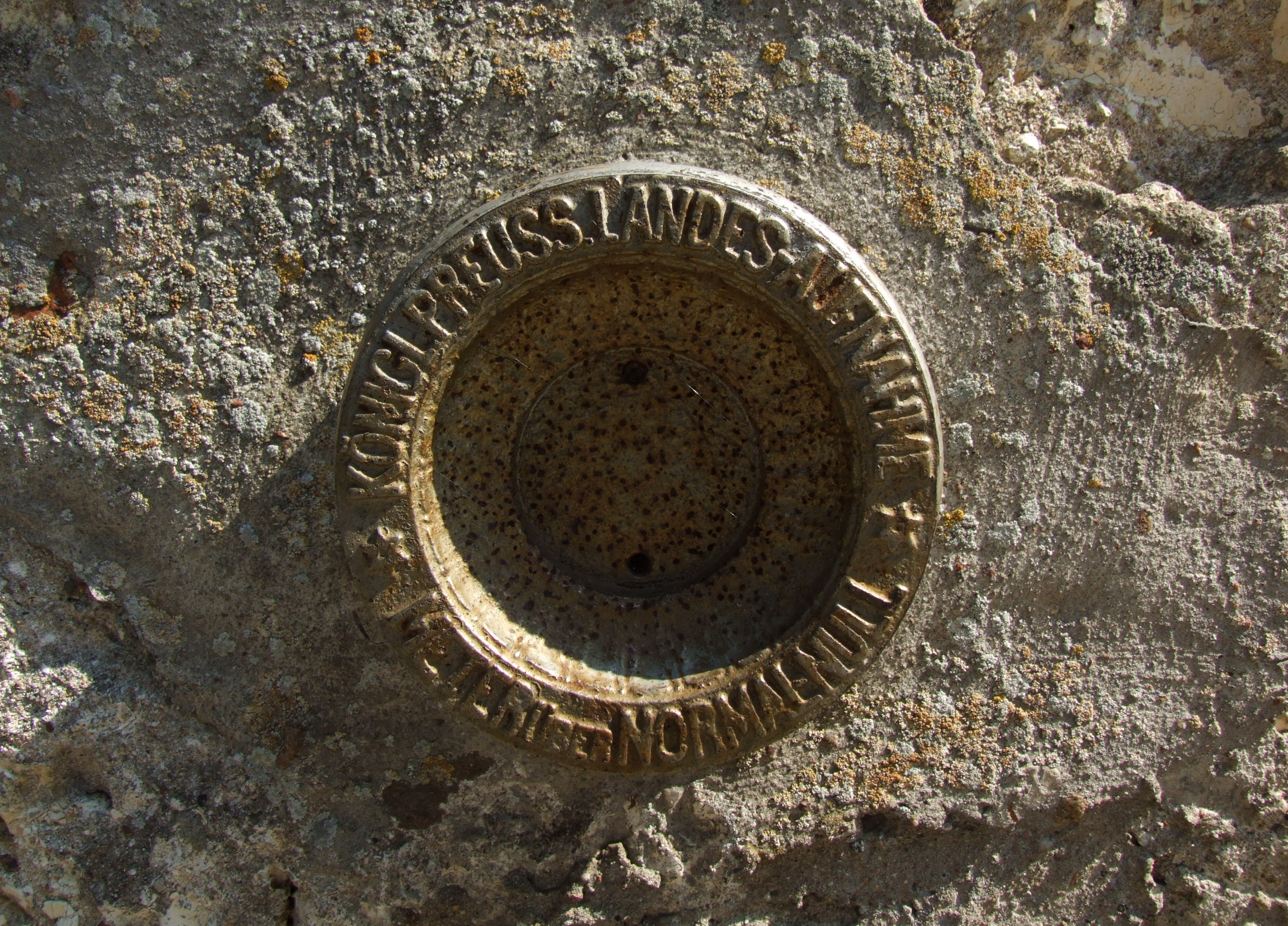
Höhenmarke „Königlich Preußische Landesaufnahme“ in Stradaunen, Masuren
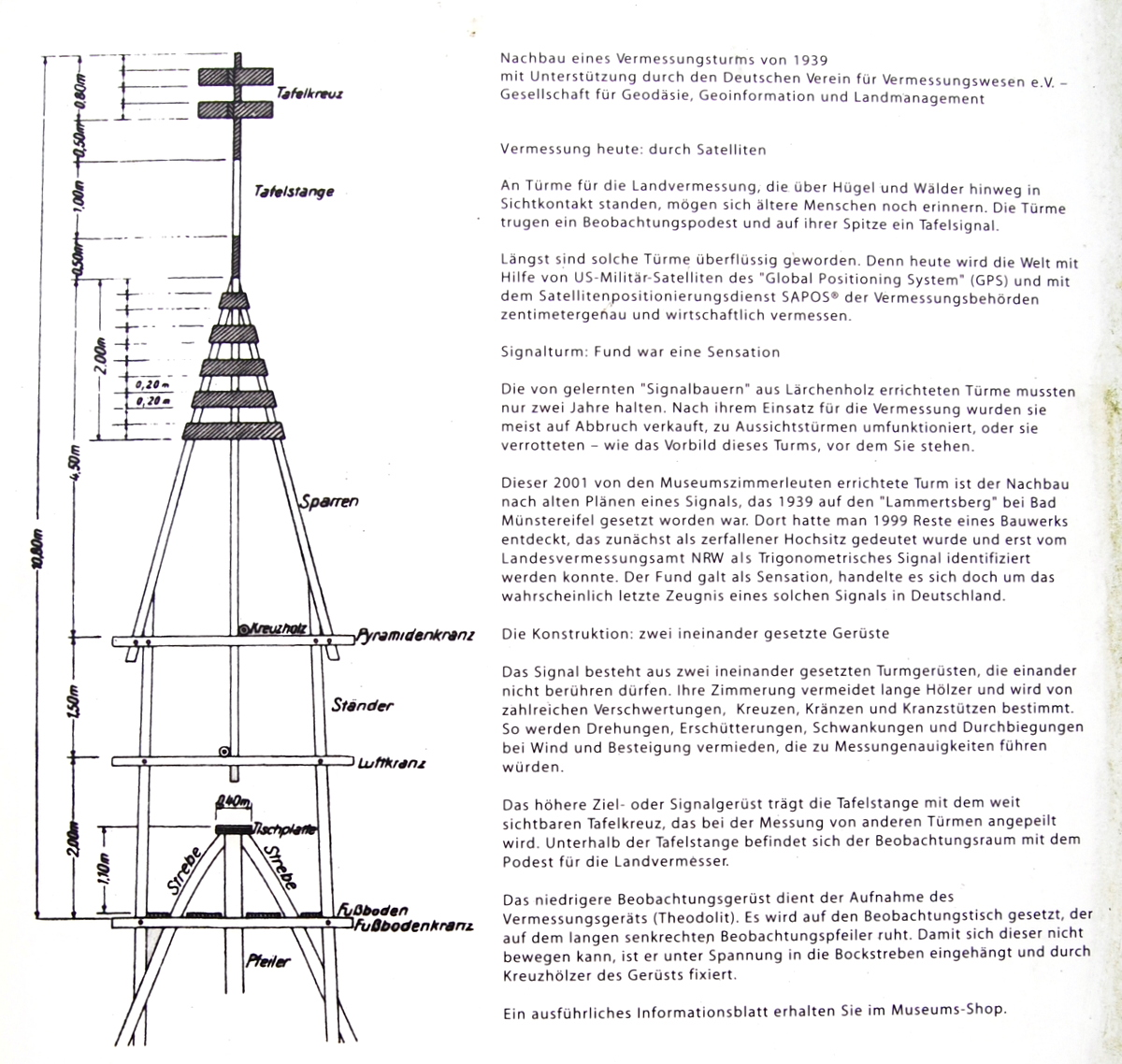
Vermessungsturm Skizze
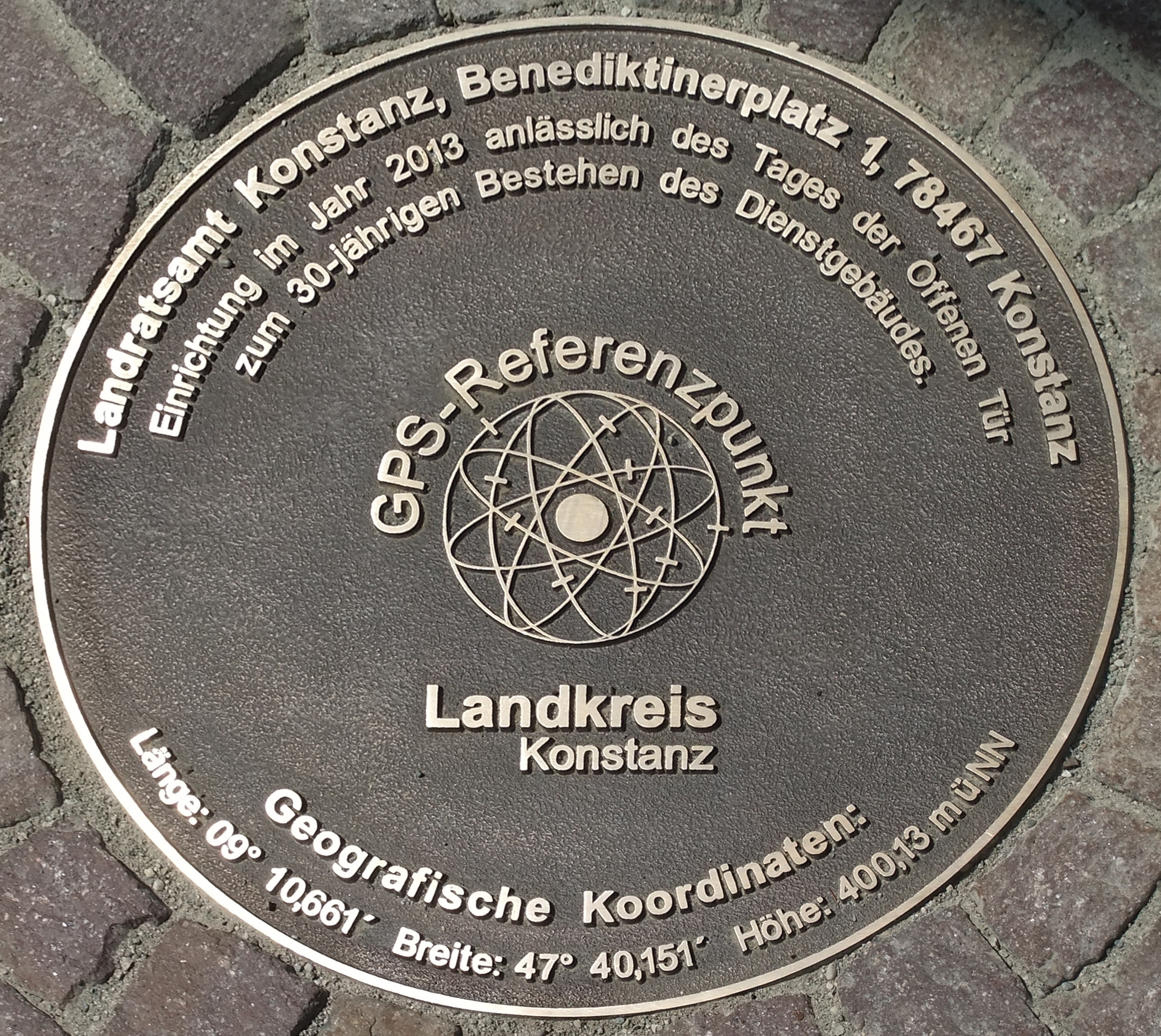
GPS-Referenzpunkttafel in Konstanz
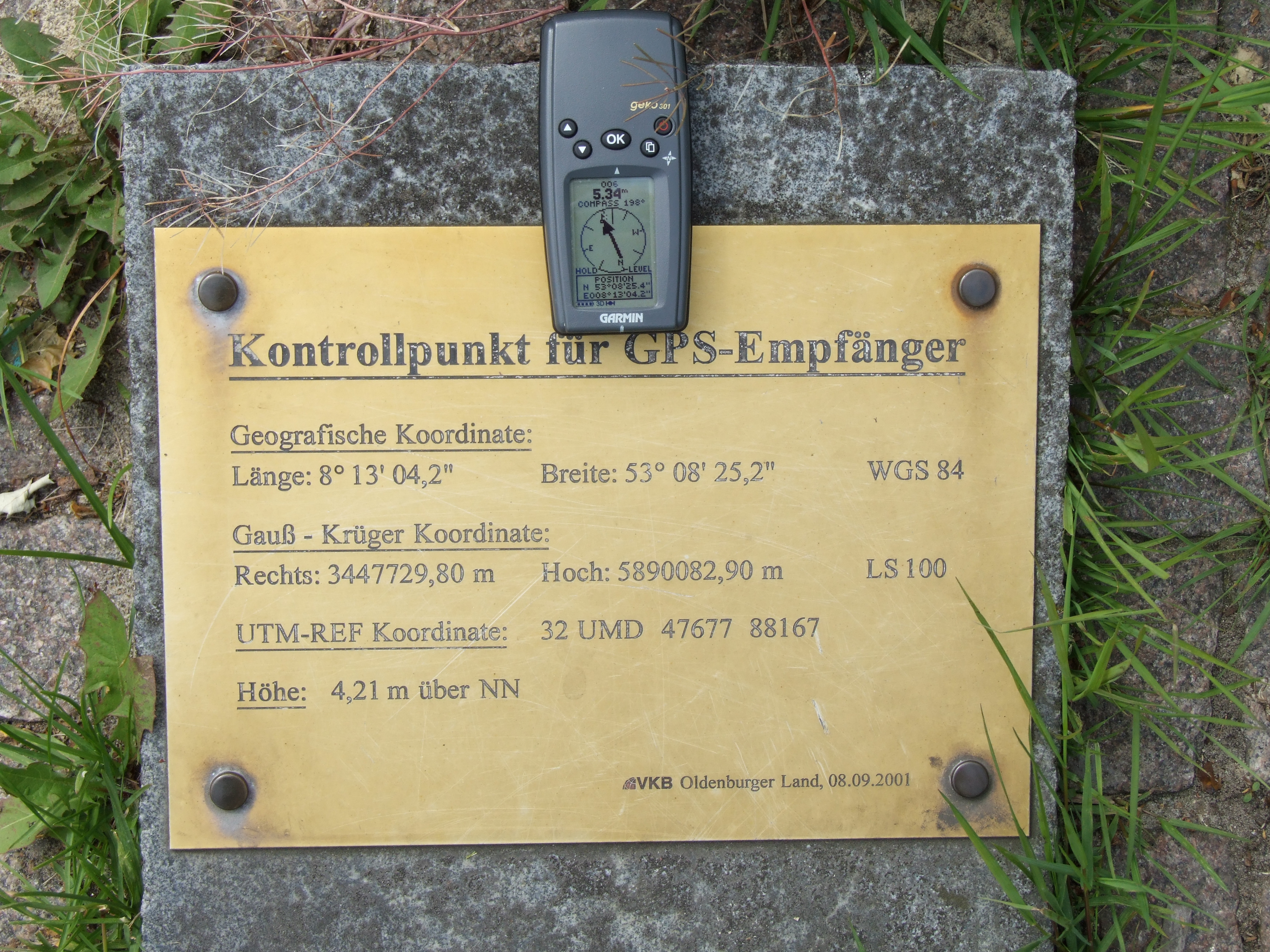
GPS-Referenz in Oldenburg
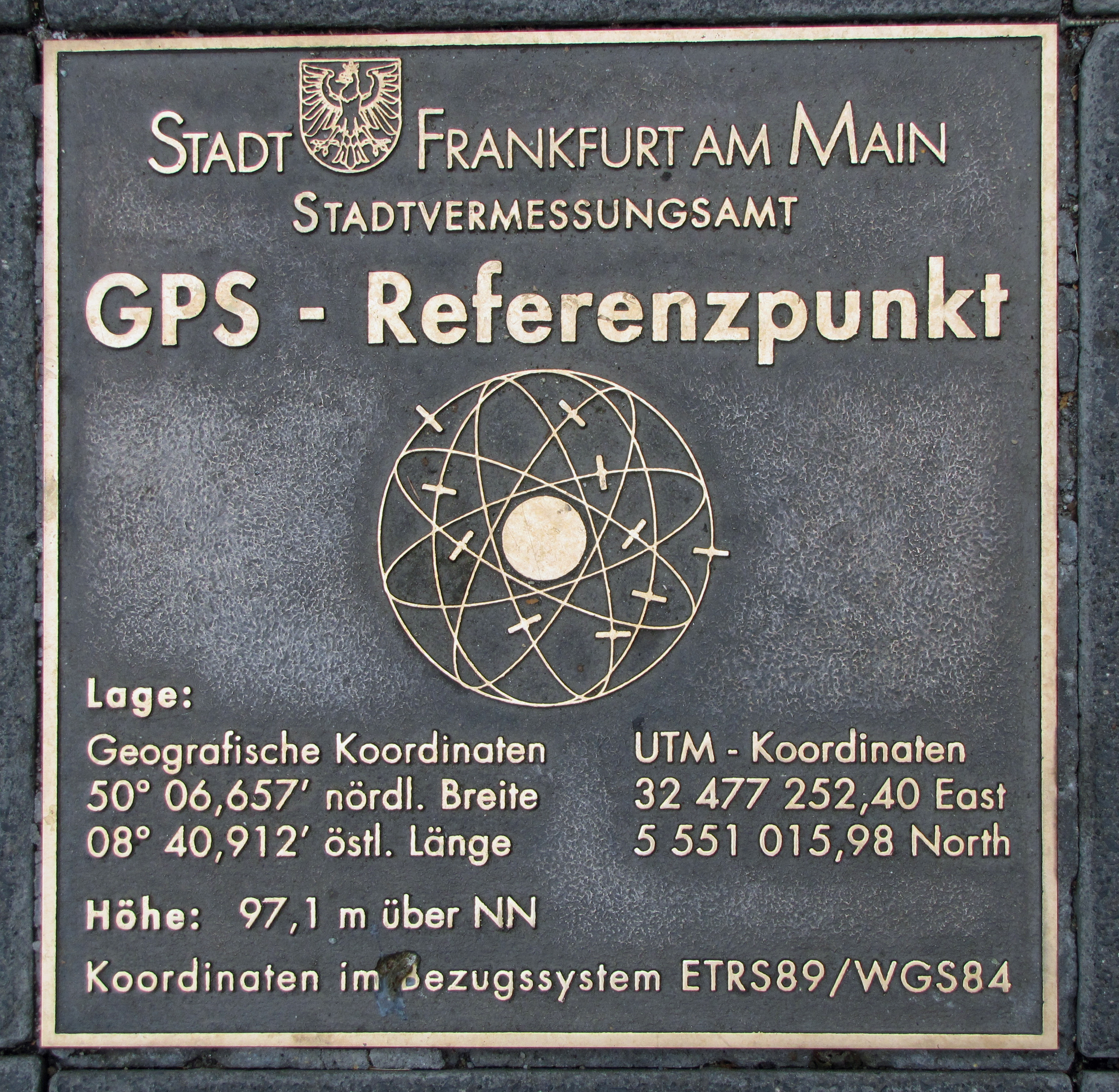
GPS-Referenzpunkt in Frankfurt am Main
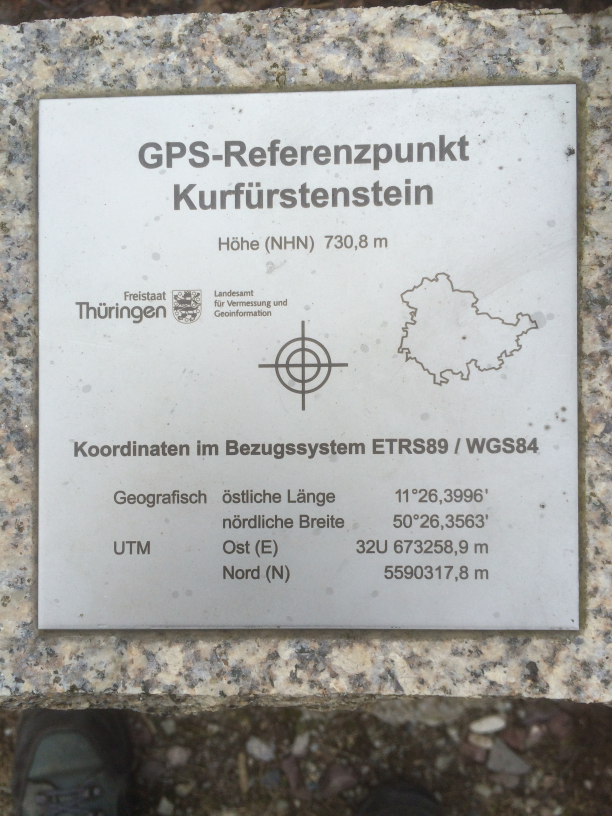
GPS-Referenzpunkt Kurfürstenstein, Rennsteig, Thüringen
Der Nullpunkt der Vermessung Neuseelands ab 1870 - s. Centre of New Zealand

## Punkte und Messgrößen in Datenbanken
Im Zeitalter der EDV werden die Vermessungspunkte bei fast allen Arbeiten in Datenbanken verspeichert. Außer Namen und Koordinaten wird möglichst auch die „Entstehungsgeschichte“ und der Zusammenhang der Punkte vermerkt, sodass die genaue Lage jedes Vermessungspunktes anhand neuer Messdaten jederzeit aktualisiert werden kann. Solche Messungen sind vor allem:
- Schnitte mit Strahlen (Richtungen) und Strecken (Distanzen), also meistens Vorwärtsschnitt und Bogenschnitt
- Polarpunkte (Richtung + Distanz)
- Sperrmaße (Kontrolldistanzen) zwischen einzelnen Punkten, Definition von Kreisbögen etc., sowie
- Polygonierung (Polygonzug) und Freie Stationierung für die Aufstellungspunkte des Theodolits

In Geo-Informationssystemen werden einzelne Elemente häufig mit Vermessungspunkten verknüpft, um beispielsweise eine Transformation von lokalen Koordinaten in ein übergeordnetes Bezugssystem durchzuführen. Die Information, zu welchen Punkten solche Links existieren, wird meist in der Geometrie des GIS-Elementes abgelegt.